# Slatina (miasto Bor)
Slatina (cyr. Слатина) – wieś w Serbii, w okręgu borskim, w mieście Bor. W 2011 roku liczyła 890 mieszkańców.